# Tawhid
Tawhid (em árabe, توحيد) é um conceito central no islão que se refere à crença na unicidade de Deus. A palavra é um forma verbal que significa "fé no Deus Único".
Isto é expresso comumente pelos muçulmanos pelos seus atos e pela Chahada, que onde é dito:
| “ | Não há outra divindade senão Allah" (la ilaha illallah). | ” |

A palavra Tawhid não é referida como tal no Alcorão. No entanto, este conceito está baseado nele, nomeadamente na sura (capítulo) 112:
| “ | Dize: Ele é Deus, o Único Deus! O Absoluto! Jamais gerou ou foi gerado! E ninguém é comparável a Ele! | ” |

É possível distinguir no Tawhid dois aspectos distintos. Por um lado, alude à "unidade" divina, ou seja, à existência de um único Deus. Esta afirmação é comum a todas as religiões monoteístas que antecederam historicamente o islão. Por outro lado, o Tawhid reforça radicalmente essa unidade divina ao afirmar que Deus não tem atributos nem possui pessoas associadas, como se verifica na Trindade do cristianismo.
A elaboração doutrinal mais importante do Tawhid foi realizada na Idade Média pelos mutazilitas, que foram os seguidores de uma escola teológica que se opunha aos filósofos e que defendia que Deus é pura essência sem quaisquer atributos.
O oposto do "tawhid" é "shirk", isto é, a "associação": associar Deus com alguma coisa ou com alguém que possa ser visto como divino. Os muçulmanos referem-se por vezes aos cristãos como musharikin ou "associadores". Para alguns muçulmanos o "shirk" está presente dentro da própria comunidade islâmica, por exemplo, nos cultos populares a determinadas personagens consideradas "santas", como Muhammad (Maomé) ou através da devoção feita ao túmulo de alguns marabus no Magrebe. Ao longo da história da religião muçulmana surgiram movimentos radicalmente unitários que se dedicaram a combater aquilo que eles consideravam como manifestações de "shirk". Os wahhabis da Arábia Saudita, por exemplo, destruíram aquilo que se julgava ser a casa onde Muhammad nasceu, e que era alvo de um culto popular, e dificultaram os actos de devoção aos túmulos de companheiros de Muhammad. O movimento unitário mais conhecido é talvez o dos almóadas, uma dinastia berbere que na Idade Média governou um grande império que incluía o Norte de África e a Península Ibérica; o nome "almóada" deriva de al-muwahhid, isto é, "aqueles que proclamam o Tawhid".